# 李 (伊利諾伊州)
李是位於美國伊利諾伊州迪卡爾布縣和李縣的一個村落。

## 地理
李的座標為41°47′39″N 87°56′27″W / 41.79417°N 87.94083°W，而該地最高點為海拔高度287米（即945英尺）。

## 人口
根據2010年美國人口普查的數據，李的面積為0.52平方千米，當中陸地面積為0.52平方千米，而水域面積為0.00平方千米。當地共有人口337人，而人口密度為每平方千米648人。